# Anaïs Jeanneret
Anaïs Jeanneret, nome artístico de Valérie Michèle Jeanneret (Paris, 11 de maio de 1963) é uma atriz, modelo, romancista e fotógrafa francesa.

## Biografia

### Família e estudos
Valérie Jeanneret é filha de um diretor de exportação da empresa automobilística Simca (falecido quando ela tinha quatro anos) e de uma mãe montadora de cinema. Ela era estudante na escola secundária Claude-Bernard em Paris, onde obteve seu bacharelado literário.

### Carreira artística

#### Estreia como modelo
Aos quinze anos, ela se inscreveu em uma agência de modelos para ganhar uma mesada e adotou o nome artístico de Anaïs Jeanneret.
Em março de 1983, Francis Giacobetti a fotografou para a seção "Garota do Mês" da revista Lui, da qual ela apareceria na capa em 1985 com fotos de Jean-Pierre Bourgeois e Burt Bunger tiradas dois anos antes.

#### Atriz (1983–1997)
Começou sua carreira como atriz de cinema em 1983, alternando depois entre longas-metragens, filmes para televisão e séries de televisão. Fez sua primeira aparição no cinema, em L'Étrange Château du docteur Lerne, ao lado de Jacques Dufilho e sob direção de Jean-Daniel Verhaeghe.
Ela aparece em um anúncio de uma marca de óleos com Patrick Bruel e Maria Pacôme em 1984.
Em 1985, apareceu no filme Péril en la demeure, de Michel Deville, no qual interpretou o papel de Viviane Tombsthay, ao lado de Nicole Garcia e Christophe Malavoy. No mesmo ano, integrou o elenco do filme para televisão Les Étonnements d'un couple moderne, dirigido por Pierre Boutron.
Em 1986, ela estrelou a comédia Twist again à Moscou, de Jean-Marie Poiré, e no mesmo ano o filme para televisão L'Été 36, dirigido por Yves Robert.
Em 1991, atuou na minissérie Le Gang des tractions de Josée Dayan; no ano seguinte, em L’Amour assassin, de Élisabeth Rappeneau, e em Les Vaisseaux du cœur, de Andrew Birkin. Em 1992, ela atuou no primeiro episódio da série policial Les Cordier, juge et flic no TF1. No ano seguinte, foi uma das heroínas da novela de verão da France 2,  Le Château des Oliviers, notadamente com Brigitte Fossey e Jacques Perrin. De 1993 a 1995 realizou quatro digressões sob a direção de Miguel Courtois, para quem já tinha rodado a longa-metragem Preuve d'amour em 1987.
Ela abandonou a carreira de atriz em 1997 para se dedicar à literatura.

#### Romancista
Em 1990 publicou o seu primeiro romance, Le Sommeil de l’autre, prefaciado por Flora Groult que escreveu: "este livro construído com rigor num movimento sinfónico que dá pleno lugar às alegrias da escrita, é um romance romântico, no sentido mais lírico do termo".
Ela recebeu o prêmio Quartier Latin em 1993 por seu livro Les Poupées russes. No Le Nouvel Observateur, Jean-Louis Ezine, sublinha: "Mas é a maestria na montagem do puzzle que surpreende, o ritmo exato e a cor sempre precisa dos anos desaparecidos".
Em 1999, Les Yeux Cernés foi lançado. Em Dernières Nouvelles d'Alsace, François Busnel escreve: "Saímos, emocionados e com lágrimas nos olhos, deste livro que absolutamente deve ocupar o seu lugar no seu Panteão literário. [...] Raramente um escritor foi capaz de descrever com tanta força a turbulência da juventude, aquela parte de nós que gagueja a sua admiração pelo que não é. [...] Anaïs Jeanneret precisou de 160 páginas para nos convencer de que era possível uma amizade desinteressada, pura e esplêndida entre um homem e uma mulher. São necessárias apenas 30 páginas, as mais violentas já escritas sobre o assunto, para arruinar as nossas ilusões e desmascarar a fraqueza doentia da amizade".
Em 2002 foi publicada La Traversée du Silence. Recebeu o prémio François Mauriac 2014 da Académie française por La Solitude des soirs d'été publicado em 2013. Em Lire, Alexandre Fillon , declara: "O autor de Les Yeux cernés (Anne Carrière) joga muito sutilmente com a sombra e a luz, as fissuras de seus personagens, suas feridas. Os que avançam e os que nunca fecham".
Em abril de 2016, ela publicou Nos vies insoupçonnées. Olivia de Lamberterie escreve na revista Elle: "Com uma caneta delicada, em vez de descrever feridas abertas, ela examina esses momentos em que a dor se esgotou e onde podemos fazer com calma a escolha da felicidade".

#### Fotógrafa
Na década de 2000, a Studio Magazine encomendou várias séries de fotos dela como fotógrafa; ela então produziu retratos de Gérard Darmon, Serge Gainsbourg, Paul Boujenah, etc. Ela também publicou uma reportagem fotográfica sobre Michel Deville durante as filmagens de La Lectrice.

### Vida privada
Em 1987, Anaïs Jeanneret conheceu Gérard Darmon, de quem foi companheira durante algum tempo.
Em 1990, conheceu Jean Drucker, com quem teve um filho em 1998, Vincent. Eles permaneceram juntos até a morte de Jean Drucker em 2003.
Ela então se tornou companheira de Vincent Bolloré até 2014 e colaborou com ele para o canal de televisão Direct 8 e para o jornal Direct Matin. O casal residia na Villa Montmorency, em Paris.
Em 12 de novembro de 2022, casou-se com Michel Draguet, diretor geral dos Museus Reais de Belas-Artes da Bélgica, na Câmara Municipal de Paris. Ela divide sua vida entre Bruxelas e Paris.

## Filmografia

### Cinema
| Ano  | Título                                    | Diretor                                                 | Papel             |
| ---- | ----------------------------------------- | ------------------------------------------------------- | ----------------- |
| 1983 | L'Étrange Château du Docteur Lerne        | Jean-Daniel Verhaeghe (sob o nome de Valérie Jeanneret) | Caroline          |
| 1984 | Le Vol du sphinx                          | Laurent Ferrier                                         | Ariane            |
| 1985 | Péril en la demeure                       | Michel Deville                                          | Viviane Tombsthay |
| 1986 | Twist again à Moscou                      | Jean-Marie Poiré                                        | Katrina Tataïev   |
| 1987 | Châteauroux district                      | Philippe Charigot                                       | Carole            |
| 1987 | Funny Boy                                 | Christian Le Hémonet                                    | Marianne          |
| 1987 | Preuve d'amour                            | Miguel Courtois                                         | Lou/Emmanuelle    |
| 1988 | Baby Blues                                | Daniel Moosmann                                         | Juliette Lamy     |
| 1989 | Moitié-moitié                             | Paul Boujenah                                           | Julie             |
| 1992 | Les Vaisseaux du cœur (Salt on Your Skin) | Andrew Birkin                                           | Frédérique        |
| 1993 | Archipel                                  | Pierre Granier-Deferre                                  | Miss Atkins       |

### Televisão
| Ano         | Título                                     | Diretor         | Papel                                  | Notas                                                             |
| ----------- | ------------------------------------------ | --------------- | -------------------------------------- | ----------------------------------------------------------------- |
| 1985        | Les Étonnements d'un couple moderne        | Pierre Boutron  | Virginie Morane                        | Filme para televisão                                              |
| 1986        | L'Été 36                                   | Yves Robert     | Filme para televisão em dois episódios |                                                                   |
| 1988        | Sueurs froides                             |                 | Martine                                | série de televisão, episódio: Donnant-donnant                     |
| 1988        | L'Éternelle jeunesse (L'eterna giovinezza) |                 |                                        | Filme para televisão                                              |
| 1990        | Deux flics à Belleville                    | Sylvain Madigan | Julie                                  | Filme para televisão                                              |
| 1991        | Les Mouettes                               | Jean Chapot     | Jeanne                                 | Filme para televisão                                              |
| 1991 - 1992 | Le Gang des tractions                      |                 | Marinette                              | minissérie, episódios 3 e 4                                       |
| 1992        | Sniper 2 : L'Affaire Petracci              |                 | Corinne                                | Filme para televisão                                              |
| 1992        | Seulement par amour                        |                 | Francesca Fasser                       | série de televisão, episódio 3                                    |
| 1992        | La Guerre blanche                          |                 | Claire Schneider                       | série de televisão, 1 episódio                                    |
| 1992        | Haute tension                              |                 | Catherine                              | série de televisão, episódio Les Mauvais Instincts                |
| 1992        | Les Cordier, juge et flic                  |                 | Sylvie Morand                          | série de televisão, temporada 1, episódio 1: Peinture au pistolet |
| 1993        | Une partie de trop                         |                 | Léa                                    | Filme para televisão                                              |
| 1993        | L'Amour assassin                           |                 | Agnès                                  | Filme para televisão                                              |
| 1993        | Le Sang des innocents                      | Miguel Courtois | Sophie Millau                          | Filme para televisão                                              |
| 1993        | Le Château des Oliviers                    |                 | Colombe Montausier                     | minissérie, episódios 5, 6, 7, 8                                  |
| 1995        | Sa dernière lettre                         |                 | Éliane                                 | Filme para televisão                                              |
| 1995        | Un orage immobile                          |                 | Marthe                                 | Filme para televisão                                              |
| 1995        | Regards d'enfance                          |                 |                                        | série de televisão, episódio Les Faux Frères                      |
| 1995        | Le Fils de Paul                            | Didier Grousset | Alex                                   | Filme para televisão                                              |
| 1996        | Paroles d'enfant                           | Miguel Courtois | la juge Ralec                          | Filme para televisão                                              |
| 1996        | La Vie avant tout                          |                 | Hélène                                 | Filme para televisão                                              |
| 1997        | Le Père de ma fille                        |                 | Isabella                               | Filme para televisão                                              |
| 1997        | Un homme                                   |                 | Isabelle                               | Filme para televisão                                              |
| 1997        | La Bastide blanche                         | Miguel Courtois | Sandrine Nottel                        | Filme para televisão em duas partes                               |
| 1997        | La Basse-cour                              |                 | Marianne                               | série de televisão, 2 episódios                                   |

## Publicações
- Le Sommeil de l'autre, 1990, Stock, ISBN 2234022525
- Les Poupées russes, 1993, Flammarion, ISBN 2080669885[38] — Prix du Quartier latin
- Les Yeux cernés, 1999, Anne Carrière, ISBN 2843370817[39]
- La Traversée du silence, 2002, Albin Michel, ISBN 2226131760[40]
- La Solitude des soirs d'été, 2013, Albin Michel, ISBN 2226248315 - Medalha de bronze do Prêmio François-Mauriac 2014 da Académie française[41]
- Nos vies insoupçonnées, 2016, Albin Michel, ISBN 978-2-226-32287-6
- Dans l'ombre des hommes, 2021, Albin Michel, ISBN 978-2-226-32287-6